# Heinrich Christoph Meil

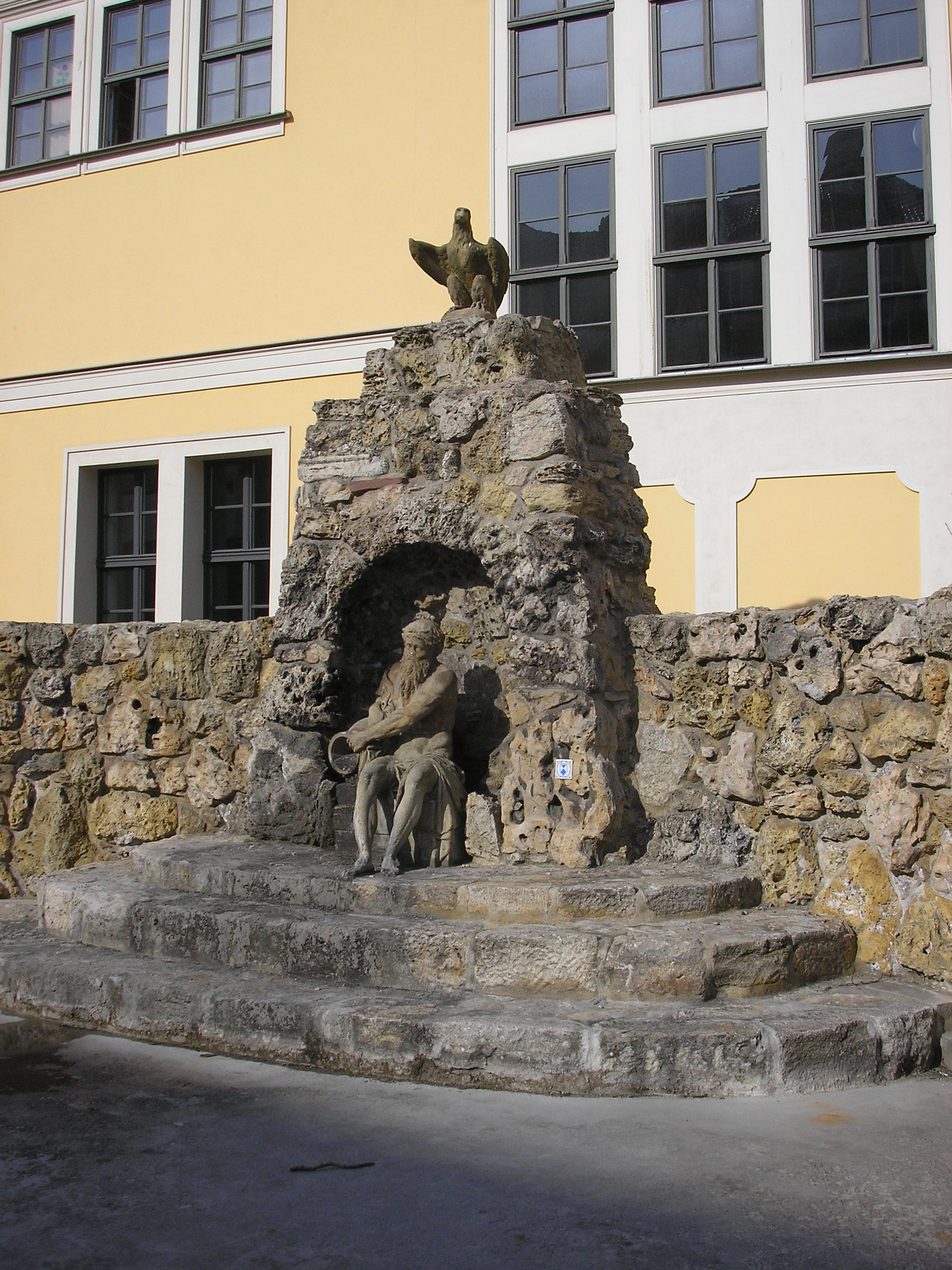
Neptungrotte in Arnstadt von Heinrich Christoph Meil

Heinrich Christoph Meil (* 1701; † 22. Juni 1738) war ein deutscher Bildhauer des Barock und Stadtrat in Arnstadt.
Als Schwarzburgischer Hofbildhauer führte er die Werkstatt seines Vaters in Arnstadt weiter. Er war Vater von Johann Ludwig Meil.  Einer seiner Schüler war Johann Friedrich Böhler (1713–1784). Schon sein Vater Christoph Meil (1659–1726) war seit 1684 Schwarzburgischer Hofbildhauer in Arnstadt.

## Werke (Auswahl)
- Neptungrotte (Arnstadt), 1736
- Kanzelaltar der Kirche St. Bartholomäus (Ebeleben), 1720/21
- Fürstliches Porzellankabinett Arnstadt, 1736[6]